# Eva Berneke
Eva Berneke (Copenaghen, 22 aprile 1969) è un'ingegnera e dirigente d'azienda danese. Da gennaio 2022 ricopre la carica di amministratrice delegata della società di telecomunicazioni francese Eutelsat.

## Biografia

### Istruzione
Ha un master in ingegneria meccanica conseguito nel 1992 presso l'Università Tecnica della Danimarca e un MBA conseguito nel 1995 presso l'INSEAD di Fontainebleau.

### Carriera
Berneke inizia la sua carriera lavorando come consulente presso la multinazionale McKinsey. Nel 2007 entra in TDC, la principale compagnia di telecomunicazioni danese, ricoprendo in principio il ruolo di responsabile della strategia di una sussidiaria, e in seguito quello di vicepresidente esecutiva fino al 2014. Nel marzo 2014 è diventata amministratrice delegata di KMD, che sotto la sua guida l'azienda si è affermata come principale azienda danese nell'ambito di software e soluzioni IT multisettoriali, in seguito diventata filiale del gruppo giapponese NEC. Berneke è membro del consiglio di amministrazione di due iconiche aziende danesi, LEGO e Vestas (produttrice di turbine eoliche), nonché della Banca nazionale danese e dell'università francese École polytechnique.

#### Eutelsat
Il 1° gennaio 2022 assume la direzione della società satellitare francese Eutelsat. La sua missione principale è quella di facilitare la transizione dell'azienda dalla sua attività principale (la trasmissione "video" per le redazioni dei canali televisivi) alla connettività (Internet e servizi alle imprese, alle amministrazioni, all'esercito e alla ricerca). Ritiene che l'industria spaziale tradizionale basata sui satelliti geostazionari, di cui Eutelsat è uno dei principali rappresentanti, sia compatibile con la nuova generazione di satelliti "a costellazione" come OneWeb, di cui Eutelsat è diventata azionista nel 2021 e che dispiega una costellazione senza precedenti di 650 mini-satelliti in orbita bassa per fornire servizi Internet.
Due mesi dopo aver assunto l'incarico di amministratrice delegata di Eutelsat, Berneke si è trovata ad affrontare una grave crisi per l'azienda dettata dall'invasione russa dell'Ucraina: la Russia rappresentava infatti un mercato importante per l'azienda francese, generando il 6,3% del suo fatturato nel periodo 2020/2021. OneWeb, sussidiaria impegnata nel settore della connessione a banda larga satellitare, è stata costretta ad annullare il lancio di 36 satelliti a bordo di un razzo Sojuz ruzzo in seguito alla richiesta da parte dell'agenzia spaziale russa Roscosmos di garantire che la tecnologia non sarebbe stata utilizzata per scopi militari e che il governo britannico avrebbe venduto la sua quota nella società. Il 26 luglio 2022, Eutelsat ha annunciato la firma di un accordo con OnwWeb che prevede la fusione delle due società durante il primo semestre del 2023.
Eutelsat ha deciso di mantenere i rapporti commerciali con due piattaforme di pay-tv russe, NTV Plus e Trikolor, che trasmettono i principali canali statali (Rossija 1, Pervij Kanal ed NTV). Questa decisione ha ricevuto ampie critiche dai media ucraini e danesi, che hanno accusato sia l'azienda che Berneke stessa di facilitare e supportare la propaganda russa. Berneke ha risposto alle critiche invocando la neutralità cui è tenuta la sua azienda e indicando che spetta alle autorità di regolamentazione francesi ed europee prendere decisioni sulle possibili sanzioni nei confronti delle due piattaforme.

## Onorificenze

### Riconoscimenti
- 2019 - premio Womenomics, insignito alle donne manager danesi ritenute modelli di riferimento.[8]

### Annotazioni
1. ↑  In inglese la carica è indicata come ''Chief Strategy Officer''.

### Riferimenti
1. ↑  (DA) Eva Berneke (55), in Altinget.
2. ↑  (DA) Steffen Villadsen, KMD-boss nægter at lade sig skræmme af Netcompany's succes: "André Rogaczewski er et fantastisk menneske, men hvis jeg bruger hele min dag på at holde øje med ham, så passer jeg altså ikke mit job”., su Computerworld, 14 giugno 2018. URL consultato il 15 aprile 2025.
3. ↑  (EN) Change in KMD’s top management: Eva Berneke leaves KMD & Per Johansson takes over as CEO, su www.kmd.net. URL consultato il 13 aprile 2025.
4. ↑  (DA) Dan Jensen, Her er KMD's nye topchef, su Computerworld, 21 gennaio 2014. URL consultato il 13 aprile 2025.
5. 1 2  (FR) La danoise francophone Eva Berneke prend la direction d'Eutelsat, su business.lesechos.fr (archiviato dall'url originale il 26 dicembre 2022).
6. ↑  (FR) Eutelsat, Comunicato stampa — Rapprochement Eutelsat - OneWeb : une avancée décisive pour la connectivité par satellite, 26 luglio 2022.
7. ↑  (EN) Jim Phillipoff, How to Use Satellite TV To Break into Putin’s TV Propaganda Fortress, in Kyiv Post, 21 marzo 2022.
8. ↑  (DA) Sille Wulff Mortensen, KMD-topchef bliver hædret som rollemodel, su Finans, 3 maggio 2019. URL consultato il 13 aprile 2025.